# St. Landolin Schule
Die St. Landolin Schule (ehemals Heimschule St. Landolin (HSL)) in Ettenheim im Ortenaukreis ist eine staatlich anerkannte, katholische Privatschule, die fünf Schularten vereint: Allgemeinbildendes Gymnasium, Sozialwissenschaftliches und Wirtschaftswissenschaftliches Gymnasium, Kaufmännisches Berufskolleg I und Realschule. Die Schule wurde 1920 von den Lehrbrüdern der Elsässischen Kongregation der Christlichen Lehre in Ettenheimmünster gegründet. 1967 zog die Schule nach Ettenheim um und befindet sich seit 1991 in Trägerschaft der Schulstiftung der Erzdiözese Freiburg.

## Geschichte
Die Vorläufereinrichtung der St. Landolin Schule wurde 1920 von den Lehrbrüdern der Elsässischen Kongregation der Christlichen Lehre aus Matzenheim (Frères de la Doctrine Chrétienne) als Progymnasium mit Internat in Ettenheimmünster gegründet. Namenspate war Landolin von Ettenheimmünster. Nach der Zwangsschließung durch die Nationalsozialisten im April 1939 wurde die Schule im Januar 1946 wieder eröffnet.
Der Mangel an eigenen Nachwuchskräften führte dazu, dass 1967 die Trägerschaft der Schule durch das Erzbistum Freiburg unter Generalvikar Ernst Föhr übernommen wurde. Damit verbunden war ein Standortwechsel nach Ettenheim, wo im September 1967 mit anfangs 239 Schülern unter der Leitung des bisherigen Schulleiters des Progymnasiums, Direktor Karl Gast, der Schul- und Internatsbetrieb aufgenommen wurde. Dafür wurde ein Neubau nach Entwürfen des Architekten Alfred Ruch (Bad Krozingen) errichtet.
Heute ist die St. Landolin Schule ein vielgliedriges Schulzentrum mit rund 1750 Schülerinnen und Schülern, das seit 1991 in der Trägerschaft der Schulstiftung der Erzdiözese Freiburg steht.
Der Schule war bis 2022 ein Internat für Jungen und Mädchen angeschlossen.
2025 folgte die Namensänderung von „Heimschule St. Landolin“ in „St. Landolin Schule“. Die Änderung erfolgte aufgrund der Schließung des Internats, welche den Zusatz „Heim-“ hinfällig machte. Mit der Anpassung des Namens kam auch eine Änderung des Logos sowie eine neu designte Webseite einher.

## Bildungsangebot
Unter dem Dach der St. Landolin Schule befand sich neben dem Internat mit ca. 28 Schülern im Jahr 2018, das seit 2022 aufgrund der geringer Schülerzahl nicht weiter betrieben wird, ein Verbund mehrerer Schularten: Allgemeinbildendes Gymnasium (mit sprachlichem Profil, naturwissenschaftlichem Profil und Kunst-Profil), Sozial- und Gesundheitswissenschaftliches Gymnasium – Profil Soziales (SGGS), Wirtschaftswissenschaftliches Gymnasium – Profil Wirtschaft (WGW) sowie Realschule und Kaufmännisches Berufskolleg I.